# Espasa llarga

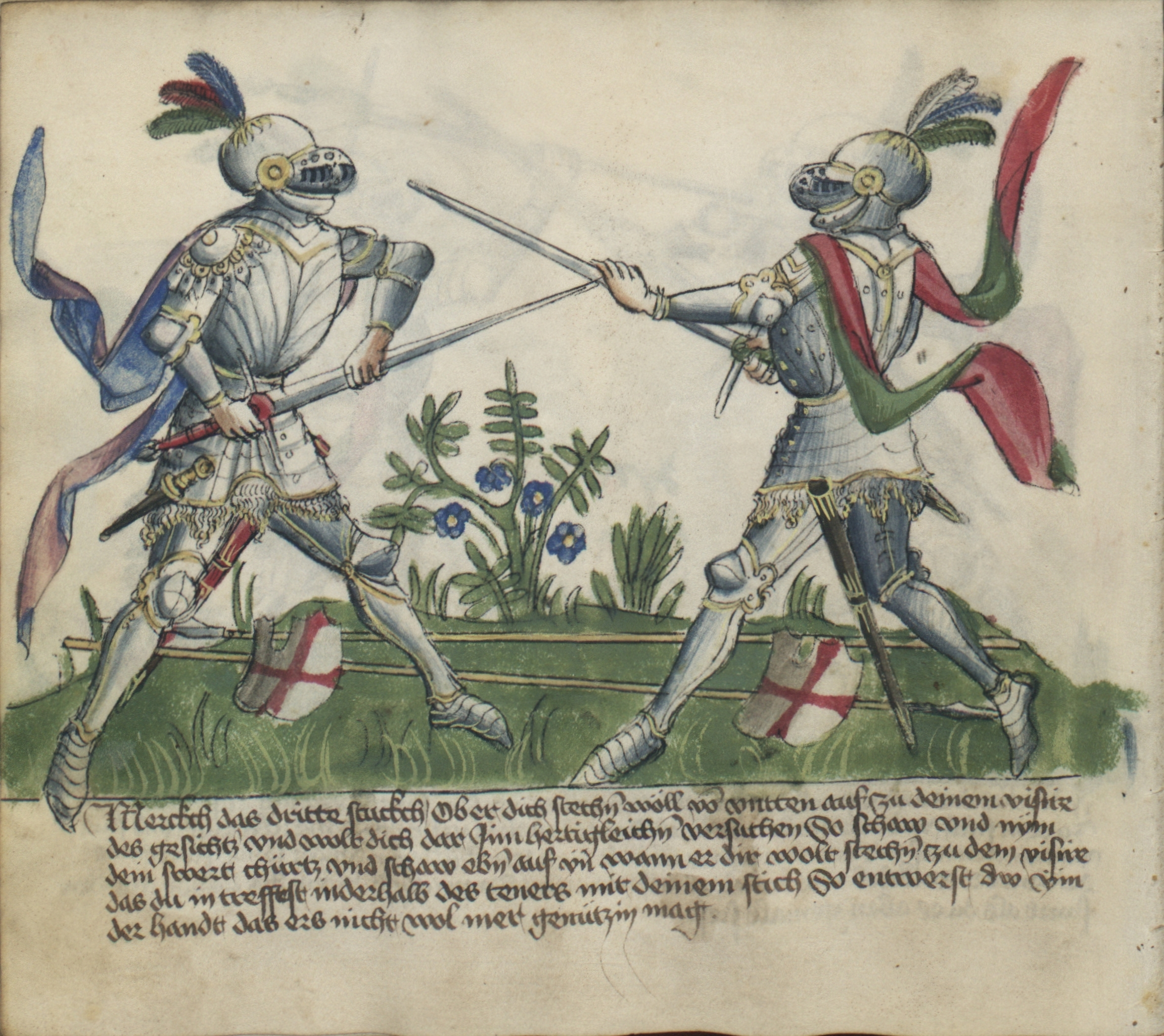
Art del còdex d'esgrima medieval Gladiatoria en el qual es mostra l'esgrima d'espasa llarga armada.

L'espasa llarga —de l'anglès longsword—, també anomenada a vegades 'espasa de guerra', 'espasa de mà i mitja', muntant i fins i tot espasa bastarda, és una espasa europea de fulla llarga i doble tall, més estreta i amb creu més àmplia que l'espasa medieval, i amb empunyadura de mà i mitja (sempre a dues mans), que es va usar profusament entre els segles XIV a XVI.

## Descripció
La seva característica més important va ser, a més de la seva longitud, la seva manera de brandar-la. Aquestes armes s'empraven exclusivament a dues mans, i atès que la seva empunyadura era de "a mà i mitja", poques de les seves maneres de brandar-les podien fer-se amb només una mà.
L'espasa llarga o muntant recull en la seva família a diversos tipus d'espases de fulla llarga d'ús principal a dues mans, entre les quals es troben les abans citades, però no engloba les grans armes de tall a dues mans de l'època i posteriors, com són la claymore i altres armes tradicionalment anomenades "a dues mans". Això és degut a la seva grandària intermèdia entre les famílies d'armes blanques a una mà i a dues, a la seva forma i a les escoles d'esgrimir-les.
En el cas espanyol, el muntant —arma de doble tall a dues mans i de grans creueres—, és el terme correcte i més tècnic per anomenar a l'espasa llarga, i és genèric per a les espases usades a dues mans de totes les èpoques. Certs especialistes només usen el terme per a tipus d'espases no tan grans com les grans espases suïsses i alemanyes.

## Orígens
Les espases llargues o muntants són un desenvolupament natural des de les anomenades espases medievals europees -derivades de les espases nòrdiques- les quals eren brandades a una sola mà, més amples sobretot en el seu primer terç i amb creu més curta. Van ser, com moltes vegades al llarg de la història, les armes defensives (ex. armadures) les que van influir en el desenvolupament d'armes més capaces de superar tals defenses. Per això, l'espasa clàssica de cavaller altmedieval comença a estilitzar-se i allargar-se, fins i tot fent-se més punxeguda per a així aconseguir major capacitat de dany i/o versatilitat. Un d'aquests desenvolupaments -el que ens ocupa- és el de l'espasa llarga.
Encara que, com en moltes ocasions, una arma o restes arqueològiques d'aquestes apareguin molts anys o lustres abans de les dates que donen els historiadors com els donats per a aquestes armes, és el seu ús estès i la seva generalització el que ens dona les dates durant les quals va perdurar. Per això aquests tipus d'espases, més llargues que les seves antecessores, es diu que van començar a emprar-se durant el segle XIII o segle xiv, i el seu desús va començar al segle xiii .

## Morfologia
L'espasa llarga solia mesurar entre els 90 cm i 120 cm de fulla (veure dades de mesures de la Col·lecció Wallace), la qual cosa, en afegir les llargues empunyadures, feia que aquest tipus d'espases passessin normalment dels 110 cm i arribessin fins als 130 i 140 en alguns exemplars molt grans, i el seu pes solia excedir el quilo i mig. La seva fulla de doble tall va anar evolucionant al llarg dels anys des del seu exclusiu ús tallant al gairebé exclusiu ús punxant quan van començar a aparèixer les armadures blanques -les completes de plaques d'acer-. Per això va passar de tenir una fulla recta i estilitzada a una fulla romboidal i molt afilada en la punta, a la que cataloguen de manera diferent, anomenant-la estoc. La seva guarda, creuera i altres parts de l'empunyadura també evolucionen poc a poc per a permetre un millor ús com a arma gairebé exclusivament punxant.